# Montevideo o la Nueva Troya
Montevideo o la nueva Troya (en francés: Montevideo, ou une nouvelle Troie) es una novela de 1850 de Alejandro Dumas. Es una novela histórica sobre la Guerra Grande, en la cual los presidentes uruguayos Manuel Oribe y Fructuoso Rivera se disputaron el dominio del país. El nombre de la novela establece un paralelismo con la Guerra de Troya, ya que Oribe mantuvo a Montevideo, capital de Uruguay, bajo asedio durante muchos años, lo cual fue conocido como Sitio de Montevideo.

## Temática
La trama del libro hace un resumen de la historia de Uruguay, desde la colonización española hasta la Guerra Civil. Así, José Artigas, Juan Manuel de Rosas, Facundo Quiroga, Bernardino Rivadavia o Giuseppe Garibaldi son tratados en la novela como personajes literarios. Dumas describe a Rosas y a Artigas como «bárbaros», y a Montevideo como una fuente de civilización. Una dicotomía similar entre civilización y barbarie fue el tema de Facundo, otro libro antirrosista publicado por Domingo Faustino Sarmiento algunos años antes. Dumas describió a Rosas, quien apoyó a Oribe, como un cobarde que evitó involucrarse en la guerra de la independencia y tomó el control de Buenos Aires con una horda salvaje, y Montevideo como una ciudad heroica que se opuso a él.
Cuando Dumas escribió la novela no había estado en Uruguay ni conocía de primera mano la guerra. Su trabajo se basó en los informes del enviado uruguayo a París, Melchor Pacheco y Obes, quien se había trasladado a la capital francesa justamente para obtener el apoyo del gobierno de Francia. Se desconoce si ciertas similitudes con el libro de Sarmiento fueran relatos de Pacheco, o si Dumas efectivamente leyó la obra Facundo.

## Contexto histórico
El relato transcurre en la primera mitad del siglo XIX. Fructuoso Rivera del Partido Colorado derroca al presidente constitucional Manuel Oribe del (Partido Nacional o Blanco), por lo que pide ayuda al gobierno de Buenos Aires, entonces al mando de Juan Manuel de Rosas, desatándose la Guerra Grande. En tanto, Rivera había dado cobijo a exiliados unitarios que, enemigos de Rosas, habían buscado refugio en Montevideo.
De este modo se enfrentó el ejército sublevado de Rivera contra las tropas del presidente constitucional Oribe. Ello dio lugar a un sitio de siete años, en el que intervinieron a favor de Rivera diversas potencias extranjeras europeas, en tanto la Confederación Argentina lo hizo a favor de Oribe.